# Frank Wilson
Frank Wilson (nacido como Frank Edward Wilson, 5 de diciembre de 1940 - 27 de septiembre de 2012) fue un compositor afroamericano y productor de registro para Motown Records.

## Biografía
Frank Wilson nació en Houston. Hijo de James Wilson y Gibbs Samantha. En su adolescencia, se mudó a Los Ángeles, California.

En 1965, Berry Gordy pidió a los productores Hal Davis y Marc Gordon establecer una oficina de Motown en Los Ángeles. Wilson aceptó una oferta para unirse al equipo. En diciembre de 1965, "Stevie" por Patrice Holloway (V.I.P. 25.001) fue el primer single realizado de la Costa Oeste y contó con la composición de Wilson en los créditos.

Wilson murió el 27 de septiembre de 2012 después de una larga batalla contra el cáncer de próstata.

## Producción y composición destacada
- 1963: "Stevie" - Patrice Holloway
- 1965: "Castles In the Sand" - Stevie Wonder[2]
- 1965: "Somebody Else Somewhere Needs Me" - Tina Turner[2]
- 1965: "I'm So Thankful" - Ikettes[2]
- 1965: "Do I Love You (Indeed I Do) - Frank Wilson
- 1966: "Do I Love You (Indeed I Do)" - Chris Clark
- 1966: "Whole Lot Of Shakin' In My Heart (Since I Met You)" - The Miracles[2]
- 1966: "It's Easy to Fall in Love With a Guy Like You" - Martha Reeves & the Vandellas
- 1966: "MacArthur Park" - Four Tops
- 1967: "You've Made Me So Very Happy" - Brenda Holloway, later covered by Blood, Sweat & Tears[2]
- 1967: "All I Need" - The Temptations[2]
- 1967: "I Can't Turn Around" - The Marvelettes[2]
- 1968: "All Because I Love You" - The Isley Brothers
- 1967: "Chained" - Marvin Gaye[2]
- 1967: "Every Now and Then" - Marvin Gaye
- 1967: Temptations in a Mellow Mood - The Temptations (album)
- 1968: "Love Child" - Diana Ross & the Supremes[2]
- 1969: Diana Ross and the Supremes Join the Temptations - Diana Ross & the Supremes & the Temptations (album)
- 1969:  "I'm Gonna Make You Love Me" - Diana Ross & the Supremes and The Temptations
- 1969: "I'm Livin' in Shame" - Diana Ross & the Supremes[2]
- 1970: "Up the Ladder to the Roof" - The Supremes[2]
- 1970: "Everybody's Got The Right To Love" - The Supremes
- 1970: "Still Water (Love)" - Four Tops[2]
- 1970: "Stoned Love" - The Supremes[2]
- 1970: "It's Time to Break Down" - The Supremes
- 1970: "Bridge Over Troubled Water" - The Supremes
- 1971: "It's the Way Nature Planned It" - Four Tops[2]
- 1971: "Nathan Jones" - The Supremes
- 1971: "Touch" - The Supremes (Mary Wilson shared vocals with lead singer Jean Terrell)
- 1971: "This Is The Story" - The Supremes
- 1971: "Here Comes The Sunrise" - (The Supremes - Written by Clifton Davis)
- 1971: "Can I" - Eddie Kendricks
- 1971: "If You Let Me" - Eddie Kendricks
- 1972: "Girl You Need A Change of Mind"- Eddie Kendricks
- 1973: "Love Train" - The Supremes
- 1973: "Darling Come Back Home" - Eddie Kendricks
- 1973: "Keep on Truckin'" - Eddie Kendricks[2]
- 1974: "Boogie Down" - Eddie Kendricks[2]
- 1975: "Down to Love Town" - The Originals
- 1977: "If I Didn't Have You" - Lakeside
- 1977: "I'll Be There Knocking" - Lakeside
- 1977: "It Must Be Love" - Alton McClain & Destiny
- 1978: "Anatole" - Frank Wilson
- 1977: "Deeper" - New Birth
- 1977: "Choosing You" - Lenny Williams
- 1977: "Love Magnet" - Freda Payne
- 1978: "Cause I Love You" - Lenny Williams
- 1978: "Stare & Whisper" - Renee Geyer
- 1978: "Be There in the Morning" - Renee Geyer
- 1978: "You Got Me Running" - Lenny Williams
- 1978: "When I'm Dancing" - Lenny Williams
- 1977: The Two of Us - Marilyn McCoo & Billy Davis, Jr. (album)
- 1994: Motown Comes Home - Various Artists (album)
- 2002: "Lights, Camera, Action" - Mr. Cheeks
- 2006: "Each Day Gets Better" - John Legend